# Neobrachelia charapemyioides
Neobrachelia charapemyioides är en tvåvingeart som beskrevs av Townsend 1931. Neobrachelia charapemyioides ingår i släktet Neobrachelia och familjen parasitflugor.
Artens utbredningsområde är Peru. Inga underarter finns listade i Catalogue of Life.